# Milan Zelený
Milan Zelený (22. ledna 1942 Klucké Chvalovice – 24. prosince 2023 New Jersey) byl česko-americký ekonom, který se zabýval zejména obory produktivity práce, teorie řízení, podnikové ekonomiky a multikriteriálního rozhodování. Je autorem řady odborných publikací a působil na několika zahraničních vysokých školách. Počátkem roku 2015 byl jmenován emeritním profesorem (Professor Emeritus of Management Systems) americké Fordham University v New Yorku. U příležitosti 99. výročí vzniku samostatného československého státu byl 28. října 2017 oceněn státním vyznamenáním - Medailí Za zásluhy, I. stupně.

## Život

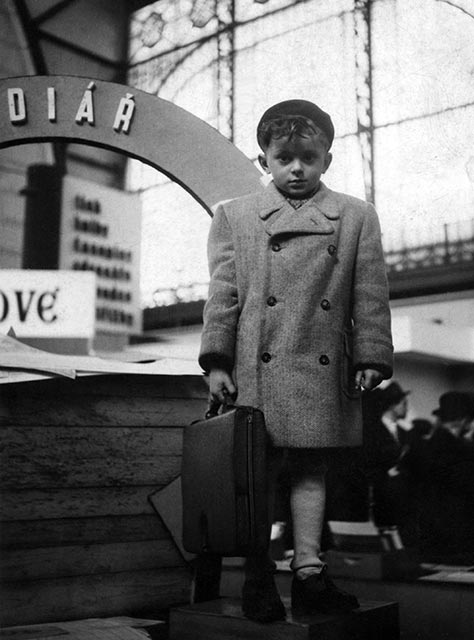
Milan Zelený jako dítě

Pocházel z literární rodiny Václava a Vladivoje Zelených. Narodil se v roce 1942 v obci Klucké Chvalovice u Čáslavi a vyrůstal v českobratrském prostředí na vesnici. Jeho otec Josef Zelený byl ve 30. a 40. letech 20. stol. jedním z prvních českých organizačních poradců. Po únorovém převratu se jeho otec stal horníkem na Kladně a jeho strýc pracoval v uranových dolech v Jáchymově.
Studoval na žižkovském gymnáziu, v letech 1959–1964 na pražské Vysoké škole ekonomické. Následně vykonal v Praze základní vojenskou službu a krátce působil v Ekonomickém ústavu Československé akademie věd.
V roce 1967 odešel z Československa na studijní pobyt na americkou University of Rochester, odkud se již nevrátil. O rok později byl vyzván k návratu do vlasti a vyloučen z akademie věd, nicméně výzvy neuposlechl. Na rochesterské univerzitě získal titul Ph.D. v oblastech operačního výzkumu a podnikové ekonomiky a přijal americké občanství. V roce 1970 získal titul M.Sc. v oblasti teorie řízení. Studoval u amerického statistika W. E. Deminga nebo u význačného liberálního ekonoma Miltona Friedmana. Nositel Nobelovy ceny za ekonomii Friedrich August von Hayek přijal Zeleného autopoietickou teorii ekonomiky jako živého organismu. Korespondence mezi Hayekem a Zeleným je uložena v Hoover Institutu, Archivy Hayeka, karton 60, složka 30.
Kvůli emigraci byly Zeleného publikace v tehdejším Československu zakázány. Po sametové revoluci byl v České republice považován za cizince, a proto se musel pravidelně hlásit u cizinecké policie. Jeho americká profesura na domovské Fordham University, která mu byla doživotně udělena, není v českém vzdělávacím systému uznávána. V pozici profesora působil na pěti zahraničních univerzitách, z toho na dvou doživotně. Byl akademickým proděkanem a profesorem na Xidian University v Xi'an. Zároveň vyučoval v MBA programu na Peking University v Pekingu. Spolupracoval též s čínskou akademií věd v oblastech řízení znalostí.
Žil v americkém Tenafly ve státě New Jersey a měl syna Maximiliána.

## Vědecká činnost
Před rokem 1967 se podílel na analýze kritické cesty. Později se věnoval oblasti vícekriteriálního rozhodování a managementu znalostí. K dalším oblastem jeho výzkumu patřila například Baťova soustava řízení, analýza portfolia, analýza rizik, měření spotřebitelských postojů, lidská intuice, kreativita a úsudek, simulační modely biologické organizace, autopoiesis, umělý život, osmotické útvary a syntetická biologie, spontánní společenské organizace nebo programování prostřednictvím jazyků GPSS, APL, Fortran a BASIC.
K oblastem, jimiž se zabýval, patřily například ekonomika, obchod, systémové vědy nebo sociálně-biologické autopoiézy. Věnoval se rovněž poradenství a koučování.

## Pedagogická činnost
V letech 1971–1982 působil jako vysokoškolský učitel na několika univerzitách, a to Univerzitě Jižní Kalifornie (1971–1972), Columbia University (1972–1979), kodaňské Copenhagen School of Economics (1979–1980) a na bruselském European Institute for Advanced Studies in Management (1980–1981).
Od roku 1982 zastával na americké Fordham University pozici „Professor of Management Systems“.
Byl akademickým proděkanem a učitelem na Univerzitě Xidian v Xi’an v Číně. V roce 2006 působil jako hostující učitel na Univerzitě Fu Jen v Tchaj-pej, v roce 2007 na Indian Institute of Technology v Kánpuru a v letech 2009–2010 na IBMEC v Riu de Janeiru. Po mnoho let byl hostujícím učitelem např. na Fakultě architektury Univerzity v Neapoli. nebo české Univerzitě Tomáše Bati ve Zlíně.

## Publikační činnost
Je autorem více než šesti set odborných publikací, studií a monografií z různých oblastí ekonomie, managementu nebo kybernetiky. Uveřejňoval rovněž literární eseje a politické recenze. Do češtiny byly přeloženy např. knihy Cesty k úspěchu, Neučte se z vlastních chyb, Hledání vlastní cesty, Všechno bude jinak nebo To vám byl divný svět.
Působil jako hlavní editor časopisu Human Systems Management a byl jeho šéfredaktorem. Dále byl členem redakční rady množství odborných ekonomických periodik. Je citován v celosvětovém Stanfordském seznamu 2 % vědců za celou kariéru nejcitovanějších (spolu s jinými cca 400 lidmi s vazbou na
ČR).

### Výběr z bibliografie
- ZELENÝ, Milan. Human systems management: integrating knowledge, management and systems. New Jersey: World Scientific, 2008. 475 s. ISBN 978-981-02-4913-7.
- ZELENÝ, Milan. Human systems management: integrating knowledge, management and systems. New Jersey: World Scientific, ©2005. 459 s. ISBN 981-02-4913-6.
- ZELENÝ, Milan, ed. The IEBM handbook of information technology in business. 1st ed. London: Thomson Learning, 2000. 870 s. International encyclopedia of business & management. ISBN 1-86152-636-9.
- BATA Thomas. Knowledge in action : the Bata system of management. Reflections and speeches. Foreword by M. Zeleny, introduction by Thomas Bata, translation by Otilis M. Kabesova. Amsterdam Oxford: IOS Press, 1992. 254 s. Translated from the 2nd Czech edition. ISBN 8070140410, ISBN 9051990596.
- ZELENY, Milan; CORNET, Robert a STONER, James A. F. Moving from the age of specialization to the era of integration. Human systems management : HSM. 1990, vol. 9, no. 3, s. 153–171. ISSN 01672533.
- MCDM: Past Decade and Future Trends. A Source Book of Multiple Criteria Decision Making. Ed. by Milan Zeleny. Greenwich, Conn.: JAI Press, 1984. 337 s. Edice Decision research, 1. ISBN 0892324392.
- ZELENÝ, Milan. Multiple Criteria Decision Making. New York: Mc Graw-Hill Book Comp., 1982. 563 s. McGraw-Hill Series in Quantitative Methods for Management. ISBN 0-07-072795-3.
- Autopoiesis: A Theory of Living Organization. Ed. by Milan Zeleny. New York, North-Holland Publ. Co., 1981. 314 s. ISBN 0444003851. [1. vyd. New York: Elsevier North Holland, ©1980. Edice North Holland series in general systems research, 3. ISBN 0444003851.]
- Autopoiesis, Dissipative Structures and Spontaneous Social Orders. Ed. by Milan Zeleny. Boulder, Colo.: Westview Press, 1980. 149 s. Edice AAAS selected symposium, 55. (Based on a symposium which was held at the 1979 AAAS National Annual Meeting in Houston, Texas, January 3-8) ISBN 0865310351.
- COLSON, Gérard a ZELENY, Milan. Uncertain Prospects Ranking and Portfolio Analysis Under the Conditions of Partial Information. Königstein: Verlag Anton Hain, ©1980. 199 s. Edice Mathematical systems in economics, 44. ISBN 3445119600, ISBN 0899460151.
- ZELENY, Milan. Multiple Criteria Decision Making Kyoto 1975: 22d international meeting of TIMS, Kyoto, 24.07.1975-26.07.1975. Berlin: Springer-Verlag, 1976. 345 s. Edice Lecture notes in economics and mathematical systems, 123. ISBN 3-540-07684-0.
- ZELENY, Milan. Linear multiobjective programming. Berlin: Springer Verl., 1974. 220 s. Edice Lecture notes in economics and mathematical systems, 95. ISBN 3-540-06639-X, ISBN 0-387-06639-X.
- COCHRANE, James L., ed. a ZELENY, Milan, ed. Multiple criteria decision making. Columbia: University of South Carolina Press, 1973. 816 s. ISBN 0-87249-298-2.

### Monografie v českém jazyce
- ČSFR očima exilového ekonoma – Text knihy z roku 1990 je založený na tehdejších článcích Milana Zeleného v Lidové demokracii. Text je zrcadlem tehdejší doby z hlediska specifického obsahu, výrazovosti a kontextu, tak jak ji vracející se exulant vnímal. Text proto zůstal původní, i s vyjadřovacími novotvary mladého exilového ekonoma v novém a bezprecedentním prostředí starého domova, tehdejší Prahy. Praha: Alternativy, 1990.[16]
- Ještě je čas. Obávám se o osud této země – Praha: Alternativy, 1991. Ilustrace Blanka Sýkorová.[17]
- Cesty k úspěchu. Trvalé hodnoty Soustavy Baťa – Kniha je koncipována jako výběr nosných myšlenek, principů a hodnot evropské soustavy řízení Baťa. Dedikována je „Všem Čechům a Slovákům na cestách k úspěchu“. [S. l.] Čintámani, 2005. ISBN 80-239-4969-1. (2. vyd. Kratochvilka: Čintámani, 2006. ISBN 80-239-8233-8.)[18]

### Další knižní vydání
- ZELENÝ, Milan a KOŠTURIAK, Ján. To vám byl divný svět...: úvahy o proměnách světa kolem nás. Praha: Nakl. Lidové noviny, 2012. 182 s. ISBN 978-80-7422-171-2.
- ZELENÝ, Milan. Hledání vlastní cesty: listy a reporty o moderním managementu: executive summary. Brno: Computer Press, 2011. 319 s. ISBN 978-80-251-1611-1.
- ZELENÝ, Milan. Všechno bude jinak: z nového světa podnikání. Bratislava: Karmelitánske nakl., 2011. 175 s. ISBN 978-80-89231-83-6.
- ZELENÝ, Milan. Neučte se z vlastních chyb...: pohlednice z druhého břehu. Uspoř. a red. připravila Zdena Šťastná. Praha: Ottovo nakl., 2007. 368 s. ISBN 978-80-7360-636-7.
- ZELENÝ, Milan. Cesty k úspěchu: trvalé hodnoty soustavy Baťa. 2. vyd. Kratochvilka: Čintámani, 2006. 155 s. ISBN 80-239-8233-8.
- ZELENÝ, Milan. Cesty k úspěchu: trvalé hodnoty soustavy Baťa. [S. l.]: Čintámani, ©2005. 155 s. ISBN 80-239-4969-1.
- ZELENÝ, Milan. Ještě je čas: Obávám se o osud této země. Ilustr. Blanka Sýkorová. Praha: Alternativy, 1991. 96 s.
- ZELENY, Milan. Hledá se teorie „perestrojky“. Politická ekonomie : teorie, modelování, aplikace. 1991, roč. 39, č. 2, s. 97–107. ISSN 0032-3233.
- ZELENÝ, Milan. Československo očima exilového ekonoma: [seriál článků vydávaných r. 1990 v Lidové demokracii]. Praha: Alternativy, 1990. 74 s. Edice Alternativy. [Název na obálce: ČSFR očima exilového ekonoma.]
- ZELENÝ, Milan. Američtí specialisté o kritické cestě. Praha: Ekonomicko-matematická laboratoř při Ekonomickém ústavu ČSAV, 1966. 87 s. Informační publikace ekonomicko-matematické laboratoře při ekonomickém ústavu ČSAV, č. 25.
- ZELENÝ, Milan, ed. Kritická cesta: (Příručka metod plánování, řízení a kontroly složitých procesů). Praha: Socialist. akademie MV, 1966. 293 s.
- ZELENÝ, Milan, ed. AMFIBIOS. Praha: Ekonomicko-matematická laboratoř ČSAV, 1966. 87 s. Edice Výzkumné publikace, 25.
- BEZDĚK, Petr, ZELENÝ, Milan a MORÁVEK, Jaroslav. Exaktní metody řízení složitých procesů. 3. Praha: Min. národní obrany, 1965. 271 s. Sborník Ministerstva národní obrany, č. 19.
- ZELENÝ, Milan. Analýza složitých procesů metodou kritické cesty. Výzk. publ. č. 4. Praha: Ekonomicko-matematická laboratoř ČSAV, 1964. 129 s.

## Poradenská činnost
Milan Zelený byl odborným konzultantem mnoha podniků, institucí a zahraničních vlád (USA, Japonsko, Belgie a řady dalších), dále konzultantem mnoha amerických podniků: Arthur D. Little, Nynex, Rockwell Int., RCA, Mackenzie & Co. a dalších.

## Veřejný život

### Postoje a smýšlení
Milan Zelený byl zastánce eticky funkčních svobodných trhů, znalostní ekonomiky (knowledge economics), vnitropodnikové a národohospodářské demokracie, zaměstnanecké autonomie a zaměstnanecko-manažerského spoluvlastnictví Baťova typu.
Byl skeptik ve směru socialistického, státního a veřejně-masového vlastnictví výrobních prostředků, i přes častý pobyt v ČR, kde byl advokátem nového národního kapitalismu. Myšlenkově a filozoficky mu byla v oblasti podnikového řízení nejbližší Baťova soustava řízení.

### Spor s Václavem Klausem
Kritikou hospodářských reforem a odlišnými politickými názory se v roce 1990 dostal Milan Zelený do sporu s tehdejším ministrem financí Václavem Klausem. Milan Zelený svůj boj proti reformám popsal v knize Ještě je čas, aneb, Obávám se o osud této země.

### Prezidentská volba
V období prezidentských voleb v roce 2012 se veřejně diskutovalo o kandidatuře Milana Zeleného na prezidenta České republiky.[zdroj?] V historicky první přímé prezidentské volbě spatřoval nové možnosti a příležitosti občanů ČR (blog: Přímá volba prezidenta: Promarníme příležitost?). Prezidentské volby se nakonec rozhodl nezúčastnit. S výhradami připustil prezidentskou kandidaturu ve volbách v roce 2018, ale později ji odmítl.

### Nadace ZET
V dubnu 2015 založil Milan Zelený nadaci ZET Foundation (registrovaný název Nadace ZET profesora Milana Zeleného) pro rozvoj národního a mezinárodního podnikatelství v transformujících ekonomikách. Účelem nadace je dosahování obecně prospěšných cílů v oblasti rozvoje relokalizované společnosti ve smyslu národního, regionálního, místního vlastnictví, rozhodování, autonomie a soběstačnosti s cílem zvýšit konkurenceschopnost českých podniků (podnikatelských aktivit – projektů, činností a znalostí), které se hlásí k myšlence a spoluvytvářejí relokalizovanou společnost. Jedna linie projektů nadace ZET vychází z obnovy odkazu Tomáše a Jana Bati; jedním z prvních projektů nadace měla být digitalizace archivů Jana A. Bati.

## Ocenění
- 1977: Norbert Wiener Award of Kybernetes, Neapol
- 1979: Rockefeller Foundation Resident Scholar, Bellagio Study Center, VillaSerbelloni, Bellagio, Itálie
- 1980: Alexander von Humboldt Award for Senior U. S. Scientists, Bonn
- 1990: A. Bernstein Memorial Fellowship, Tel Aviv
- 1990: USIA Fulbright Professor Award, Praha
- 1992: Erskine Fellowship, University of Canterbury, Nový Zéland
- 1992: The Georg CantorAward, International Society of MCDM
- 2017: Medaile Za zásluhy, I. stupeň - Státní vyznamenání za zásluhy o stát v oblasti vědy a školství udělené prezidentem České republiky, Praha[3]

### Festschrift na počest Milana Zeleného
V létě 2007 byl Milan Zelený poctěn mezinárodní vědeckou komunitou oslavným svazkem (tzv. Festschrift) nazvaným Advances in Multiple Criteria Decision Making and Human Systems Management: Knowledge and Wisdom (Pokroky ve vícekriteriálním rozhodování a řízení lidských systémů: znalost a moudrost). Festschrift obsahuje příspěvky odborníků a vědců z různých zemí.